# Caesars död
Caesars död (franska La Mort de César) är ett drama av Voltaire, publicerat 1736. Det utkom i svensk översättning 1764.